# Косогов, Владимир Петрович
Влади́мир Петро́вич Косо́гов (26 января 1952, Хабаровск, РСФСР, СССР) — советский футболист, и российский тренер.

## Карьера

### Игрока
Выступал на позиции вратаря в командах: СКА (Хабаровск), «Локомотив» (Чита), «Аэрофлот» (Иркутск), «Спартак» (Рязань), «Амур» (Благовещенск), «Прогресс» (Псков). Считался одним из сильнейших голкиперов во второй советской лиге в 1970-е годы.
Получал предложение перейти в ленинградский «Зенит», но из-за перелома ноги был вынужден закончить карьеру.
Примечание. Карьера в «Аэрофлоте» (Иркутск) и читинском «Локомотиве» не находит подтверждения в источниках, отличных от псковских.

### Тренера
Свою тренерскую карьеру начал в Пскове. В 1987 году Косогов стал главным тренером местного «Машиностроителя». Он сумел вывести команду на профессиональный уровень и воспитать нескольких известных игроков: Александра Гультяева, Алексея Снигирёва, а также открыть для большого футбола будущего лидера сборной России и победителя Лиги чемпионов Дмитрия Аленичева.
Позже Косогов работал в Хорватии, где возглавлял клуб высшей лиги «Самобор». Там его признавали одним из лучших тренеров лиги. В сезоне 1995/96 приглашался в бельгийский «Генк» на должность главного тренера, но так как не знал языка, работал с дублем, а также с вратарями и защитниками основной команды. По итогам сезона команда вышла в Высший дивизион чемпионата Бельгии.
В конце девяностых вернулся в Россию. Тренировал команды «Энергия» Великие Луки, БСК Спирово, «Псков-747» и «Волочанин-Ратмир», а также работал в тренерском штабе тульского «Арсенала».

### Скандалы
- В 2007 году Косогов в матче против петербургского «Динамо» неоднократно пытался вмешаться в действия судьи, за что был удален с поля. За этот поступок он был оштрафован на 5 тысяч рублей и дисквалифицирован на 2 матча[6].
- В 2008 году во время пресс-конференции после очередного матча первенства, Косогов сделал скандальное заявление, получившее огромный резонанс. Тренер заявил, что в 2004 году грозненский «Терек» и томская «Томь» для того, чтобы выйти в Премьер-лигу покупали свои матчи. Расследованием данного факта занялось РФС, но не найдя доказательств в итоге оштрафовала тренера на 100 тысяч рублей за клевету[7].